# 大多羅站
大多羅站（日语：／ Ōdara eki */?）是位於岡山縣岡山市東區大多羅町，西日本旅客鐵道（JR西日本）赤穗線的車站。車站編號為「JR-N05」。

## 歷史
- 1962年（昭和37年）9月1日 - 赤穗線伊部至東岡山之間開業，此站啟用。
  - 當時車站地址為岡山縣西大寺市（日语：西大寺 (旧市域)）大多羅町。
- 1969年（昭和44年）2月18日 - 西大寺市編入至岡山市，車站地址為岡山縣岡山市西大寺大多羅町。
- 1972年（昭和47年）7月20日 - 隨著地址編號變更，車站地址為岡山縣岡山市西大寺大多羅町。
- 1987年（昭和62年）4月1日 - 伴隨國鐵分割民營化，車站由西日本旅客鐵道（JR西日本）營運。
- 2001年（平成13年）5月15日 - 於站前的「大多羅站前單車等停車場」開幕（由岡山市設置，收費）
- 2007年（平成19年）
  - 日子不詳 - 自動售票機與自動閘機交換位於。同時，出入口也遷移。
  - 7月27日 - 引入可支援ICOCA的簡易型自動閘機（日语：簡易型自動改札機）。
  - 9月1日 - 此站可以使用ICOCA。
- 2009年（平成21年）4月1日 - 岡山市實施政令指定都市，車站位於岡山市東區大多羅町。

## 車站構造
本站是位於路堤上的地面車站，設有1面1線的單式月台，岡山方向與播州赤穗方向的列車使用同一月台。車站大樓位於月台旁邊，設有簡易型自動閘機和自動售票機（可支援ICOCA增值），車站大樓與車站出入口之間設有梯級與斜道。
此站是由東岡山站管理的無人車站，可使用ICOCA（以及互相使用的IC卡）。此站也會在特別情況下，派遣車站職員至此站進行閘口業務。在2009年（平成21年）1月22日，月台與閘口附近進行翻新與擴展，並增設一台簡易型自動閘機。

## 使用狀況
以下為近年1日平均乘車人次：
| 乘車人次轉變 | 乘車人次轉變     |
| 年度         | 1日平均 乘車人次 |
| ------------ | ---------------- |
| 1999         | 1,077            |
| 2000         | 1,069            |
| 2001         | 1,037            |
| 2002         | 1,019            |
| 2003         | 1,004            |
| 2004         | 1,037            |
| 2005         | 1,043            |
| 2006         | 1,084            |
| 2007         | 1,218            |
| 2008         | 1,255            |
| 2009         | 1,221            |
| 2010         | 1,205            |
| 2011         | 1,253            |
| 2012         | 1,333            |
| 2013         | 1,408            |
| 2014         | 1,412            |
| 2015         | 1,514            |
| 2016         | 1,555            |
| 2017         | 1,561            |
| 2018         | 1,594            |

## 車站周邊
車站前方設有停車場。周邊為住宅區。

### 設施
- 岡山市立旭東中學（日语：岡山市立旭東中学校）
- 岡山市立可知小學（日语：岡山市立可知小学校）
- 岡山市立芥子山小學
- 岡山市東消防署可知出張所
- 岡山東警署（日语：岡山東警察署）益野派出所
- 西大寺益野郵局

### 金融
- 中國銀行松崎分店
- 岡山信用金庫（日语：おかやま信用金庫）松新町分店

### 商店
- 山陽Marunaka（日语：マルナカ (チェーンストア)）益野店
- EDION（日语：エディオン）西大寺店
- 最好電器西大寺店
- 思夢樂（日语：しまむら）松新店
- GEO益野店
- Segami（日语：セガミメディクス）益野店
- LOVE DRUGS（日语：ラブドラッグス）益野店

### 著名地點、遺蹟
- 芥子山（日语：芥子山）
- 大多羅寄宮（日语：大多羅寄宮）遺蹟
- 布勢神社

## 巴士路線
- 兩備巴士（日语：両備ホールディングス）益野巴士站（位於500米以南的岡山縣道28號岡山牛窗線（日语：岡山県道28号岡山牛窓線））
  - 每5至10分鐘一班
  - 西大寺（日语：西大寺 (旧市域)）方向　益野出發⇒經松崎、岡山東警署前往西大寺巴士中心（日语：西大寺バスセンター）
  - 岡山站方向　益野出發⇒經海吉、駕駛學校、池之内、東山（日语：東山・おかでんミュージアム駅停留場）、天滿屋（日语：天満屋バスステーション）、NTT岡山前（日语：クレド岡山）前往岡山站
  - 岡山站方向　益野出發⇒經海吉、駕駛學校、池之内、東山、千日前（日语：岡山表町商店街）、市政廳入口前往岡山站

## 相鄰車站
西日本旅客鐵道
 赤穗線
西大寺（JR-N06）－大多羅（JR-N05）－東岡山（JR-N04）

## 注腳
1. ↑  . 岡山縣.   [2019年3月24日]. （原始内容存档于2019年3月24日）.

## 外部連結
- 大多羅｜車站資訊：JR出門網 - 西日本旅客鐵道